# 파사 이사금
파사이사금(婆娑尼師今, ?~112년 10월, 재위: 80년~112년)은 신라의 제5대 국왕이다. 유리이사금의 아들이자 일성이사금의 이복 동생 또는 이복 형이라 한다. 다른 이름은 검(檢) 또는 검(儉)이다.

## 생애

### 생애 초반
성은 박씨이며 유리 이사금의 둘째 아들 혹은 유리 이사금의 동생인 나로(柰老)의 아들로 추정된다. 삼국사기에는 그가 일성 이사금의 동생이라는 설과 함께 파사 이사금이 적자가 아니라는 대목이 같이 등장한다.
왕비는 허루갈문왕(許婁葛文王)의 딸인 김씨 사성부인(史省夫人)이다. 본래 유리왕의 맏아들 일성(逸聖)이 즉위하게 되어 있었으나, 삼국사기에 따르면 "어떤 이가 말하기를 '일성이 비록 적자이기는 하지만 위엄과 총명이 파사에 미치지 못한다'라고 하여, 마침내 파사를 왕위에 오르게 하였다"라 해, 파사와 일성 사이에 후계자 자리를 놓고 투쟁이 있었음을 보여준다. 서기 80년 8월에 탈해 이사금의 뒤를 이어 즉위하였다.

### 치세기간
81년 봄 음력 2월에 몸소 시조묘에 제사지냈다. 이어서, 파사 이사금은 민생을 살피고 농업을 장려하는 한편으로 군비를 가다듬는 등 체제정비에 나섰다. 즉 81년 음력 3월 주, 군을 돌며 위무하고 창고를 열어 구휼하며 교수형 및 참수형이 아니면 모두 용서하였다. 82년 봄 음력 1월에 영(令)을 내려 말하였다. "지금 창고는 텅 비었고 병기는 무디어져 있다. 만약 수재(水災)나 한재(旱災)가 있거나 변방에 변고가 있으면 무엇으로써 그것을 막겠는가? 마땅히 담당 관청으로 하여금 농사와 누에치기를 권장하게 하고 병기를 벼리어서 뜻밖의 일에 대비하라!". 특히 군사들에 대한 군기를 확립하고 군비를 가다듬었다는 것은 사로국의 수장을 중심으로 하는 체계가 정비되어 갔다는 뜻이다. 하지만, 이 시기의 사로국의 힘은 경주 일대에 머물러 있었다.
84년 봄 음력 2월에 명선(明宣)을 이찬으로 삼고 윤량(允良)을 파진찬으로 삼았다. 신라의 17관등은 한참 뒤인 6세기 초에 법흥왕에 의하여 완성되었으나 파사 이사금 시기에도 이찬이나 파진찬 등의 관직은 존재했던 것으로 보인다.
여름 음력 5월에 고타군주(古抒郡主)가 푸른 소[靑牛]를 바쳤다. 남신현(南新縣)에서 보리줄기가 가지를 쳤다. 크게 풍년이 들어 여행하는 사람이 양식을 가지고 다니지 않아도 되었다. 고타군은 지금의 안동지방을 일컫는데 이 지역은 독자적인 세력을 구축하고 있었기 때문에 파사 이사금 시기에 사로국에 편입되었다고 보기는 어렵다. 고타군에 있던 반(半)독자적인 권력이, 사로국을 중심으로 하는 진한연맹 속의 일원으로서, 맹주국인 사로국에 특이한 생산물이나 조장 등을 바치는 일종의 납을 바침으로써 사로국에 충성을 서약하거나 동맹관계를 지속시켜 나갔다는 상징성을 가진다. 남신현은 경주 남쪽의 어떤 지역이었을 것으로 추정된다. 고타군의 군주가 바쳤다고 하는 청우는 크고 튼튼하게 잘 자란 소를 의미한다. 한편, 이 내용을 농업생산력이 곧 국력이던 당시에 우수한 종자를 배포함으로써 그것을 권력을 강화하는 수단으로 이용했다는 해석도 있다.
85년 정월에 백제가 변경을 침입하였으나 기록이 자세하지 않은 걸로 보아 곧 격퇴된 것으로 생각된다. 87년 음력 7월에 가소성과 마두성을 쌓았다. 문헌 사료나 고고학 자료 등을 검토한 결과 마두성은 경상남도 거창군 가조면 일대라는 설이 가장 유력하다. 그러나 당시 거창군은 가야의 영역으로 분류되어야 하므로, 가조면 일대에 성을 쌓았던 시기는 파사이사금 시기가 아니라 한참 후대의 일이라고 해석되거나, 파사 이사금 시기에 마두성을 쌓은 것이 틀림없다고 인정한다면, 마두성을 거창지역의 성이 아니라 경주 인근에 쌓았던 작은 성이라고 해석된다.
90년 음력 7월에 사자(使者) 10명을 나누어 파견하여 주주(州主)와 군주(郡主)를 감찰하여, 공무에 힘쓰지 않거나 밭과 들을 크게 황폐하게 한 자의 관직을 강등시키거나 파면하였다. 93년 정월에 윤량(允良)을 이찬으로 삼고 계기(啓其)를 파진찬으로 삼았다. 음력 2월에 고소부리군(古所夫里郡)에 순행하여 나이 많은 사람을 몸소 위문하고 곡식을 내려 주었다.
94년 가야군이 마두성을 포위하였으나 아찬 길원(吉元)에게 기병 1천기를 보내 쫓게 하였다. 96년 음력 9월 가야군이 다시 습격해 왔으나 이때 왕이 5천기를 거느리고 친정, 대승을 거두었다. 97년 정월에 가야를 치러 하였으나 그 나라 왕이 사신을 보내 사죄하여 용서하였다.
102년 음력 8월, 음즙벌국과 실직곡국 사이의 영토 분쟁을 해결해줄 것을 요청받았으나, 금관가야의 수로왕(首露王)에게 맡겼다. 수로가 판결을 내 땅을 음즙벌국에 귀속되게 하였다. 파사 이사금이 진한 6부에 명해 수로왕을 위해 연회를 베풀게 하였는데, 모두 이찬을 보내 접대하게 했으나 한기부(漢祇部)만이 하급 관리를 보내 수로가 노하여 종을 시켜 한기부주 보제(保濟)를 죽이게 했다. 보제를 죽인 종 탐하리(耽下里)는 음즙벌의 왕 타추간(타鄒干)의 집에 숨었다. 파사 이사금이 노해 음즙벌국을 치니 타추간이 항복하고, 실직(悉直), 압독(押督)의 두 왕도 항복하였다.

### 최후
104년 음력 7월 실직이 배반하여 토벌하고 그 무리를 남쪽으로 옮겼다. 105년 백제와 화친했고, 106년 음력 8월 마두성주에 명해 가야를 치게 하였다. 108년 비지국, 다벌국, 초팔국을 쳐 병합했다. 112년 10월에 서거하였다.

## 가계
- 부왕 : 유리 이사금(儒理尼師今)
- 모친 : 차비 김씨(次妃 金氏) 사요왕(辭要王)의 딸
  - 형 : 일성 이사금(逸聖泥師今)
  - 왕후 : 사성부인 김씨 (史省夫人 金氏) - 허루 갈문왕(許婁葛文王)의 딸.
    - 아들 : 지마 이사금(祗摩泥師今, ? ~ 134년, 신라의 제6대 왕)
      - 손녀 : 내례부인 박씨 - 아달라 이사금의 왕비
      - 손자 : 아도 갈문왕

## 자연재해
- 즉위 14년(93년) 음력 10월에 지진이 일어났다.
- 즉위 17년(96년) 음력 7월에 폭풍이 일어났다.
- 즉위 19년(98년) 음력 4월에 가뭄이 들었다.
- 즉위 21년(100년)
  - 음력 7월에 우박이 내려 날아다니던 새가 죽었다.
  - 음력 10월에 서울(경주)에 지진이 일어나 민가가 쓰러지고 죽은 사람이 있었다.
- 즉위 23년(104년) 음력 1월에 뭇 별들의 운석이 비오듯이 떨어졌으나 땅에까지는 이르지 않았다.
- 즉위 24년(105년) 음력 2월에 눈이 세 자나 왔다.

## 같이 보기
- 고구려
  - 태조대왕 (53년~146년)
- 백제
  - 기루왕 (77년~128년)
- 가야
  - 김수로왕 (42년?~199년)

## 참고 문헌
- 김부식 (1145), 《삼국사기》 <신라본기 제1권 파사 이사금 條> : 위 본문에 특별한 주석이 없는 경우, 이 삼국사기의 파사이사금 조(條)를 인용한 것이다.
- 한국방송공사 (2007년 9월 1일 방송). “KBS 라디오 다큐멘터리 역사를 찾아서 <제150편> 파사이사금, 소국병합에 나서다”. 2016년 12월 30일에 확인함. [깨진 링크(과거 내용 찾기)]